# Vaida Pikauskaitė
Vaida Pikauskaitė (* 29. März 1991) ist eine ehemalige litauische Radrennfahrerin.
Bei den UCI-Bahn-Weltmeisterschaften 2010 belegte Vaida Pikauskaitė in der Einerverfolgung Platz 19, bei den Bahn-Europameisterschaften der Elite in Pruszkow im selben Jahr errang sie gemeinsam mit Aušrinė Trebaitė und Vilija Sereikaitė die Silbermedaille in der Mannschaftsverfolgung.
2012 belegte Pikauskaitė bei den europäischen Bahnmeisterschaften der U23 den vierten Rang in der Einerverfolgung. Später im Jahr wurde sie mit Trebaitė und Sereikaitė bei den UEC-Bahn-Europameisterschaften 2012 der Elite im heimischen Panevėžys Europameisterin in der Mannschaftsverfolgung. 2015 beendete sie ihre Radsportlaufbahn, nachdem sie mehrere Jahre ohne durchschlagenden Erfolg hauptsächlich Straßenrennen gefahren war.

## Erfolge
2010
- Europameisterschaft – Mannschaftsverfolgung (mit Vilija Sereikaitė und Aušrinė Trebaitė)
- U23-Europameisterschaft – Einerverfolgung

2012
- Europameisterin – Mannschaftsverfolgung (mit Vilija Sereikaitė und Aušrinė Trebaitė)

## Teams
- 2013 Chirio Forno d’Asolo